# Xysticus lendli
Xysticus lendli is een spinnensoort uit de familie van de krabspinnen (Thomisidae).
De wetenschappelijke naam van de soort werd in 1897 gepubliceerd door Władysław Kulczyński.